# José María Cagigal
José María Cagigal Gutiérrez (Deusto, Bilbao, 10 de febrer de 1928 – districte de Barajas, Madrid, 7 de desembre de 1983) va ser un jesuïta, pedagog i filòsof de l'esport d'origen basc, fundador i director de l'INEF de Madrid. Considerat l'especialista en teoria i filosofia de l'esport de l'estat espanyol més reconegut internacionalment, fou president de l'Associació Internacional d'Escoles Superiors d'Educació Física, i va exercir diversos càrrecs en organismes esportius internacionals.

## Trajectòria
Després que la seva família es va traslladar a Logronyo el desembre de 1932, va cursar els estudis primaris i el batxillerat als Germans maristes d'aquesta ciutat. Amb la dimissió del pare com a governador civil de Logronyo, es traslladà a Madrid la tardor de 1945, i comença els estudis de Dret a la Universitat Complutense de Madrid, mentre es va plantejar la possibilitat d'ingressar al seminari de Loyola de la Companyia de Jesús, on després d'un any de reflexió acabaria ingressant, passant quinze anys de la seva vida, entre 1946 i 1961. Mentre era a la Companyia no va deixar la seva formació i el seu treball intel·lectual relacionat amb l'esport. Així, va escriure el seu primer llibre, Hombres y deporte, publicat el 1957 per l'editorial Taurus de Madrid, una obra fonamental en la seva producció intel·lectual. Aquesta obra insòlita en l'espai bibliogràfic del moment, amb un enfocament de l'esport humanista i original, es va distingir amb el Premi Nacional de Literatura Esportiva per la Delegació Nacional d'Educació Física i Esports. A partir d'aleshores i fins que va abandonar la Companyia de Jesús el 1961, va compaginar la seva formació amb l'exercici de professor d'Humanitats (Llatí, Literatura i Filosofia) i el de director responsable d'esports. En deixar la Companyia de Jesús, malgrat el seu excel·lent bagatge professional al voltant de l'esport, va dubtar entre dedicar-se professionalment al cant com a baríton baix o dedicar-se seriosament a l'esport des de la perspectiva intel·lectual i institucional. Finalment s'integrà a la Delegació Nacional d'Esports, dirigida per José Antonio Elola-Olaso e Idiacaiz (1956-1966), en qualitat de secretari tècnic, i ben aviat se li encarregà participar com a assessor de la Ley de Educación Física que preparava aquest Departament. Amb aquesta llei, aprovada finalment el desembre de 1961, Cagigal va poder plasmar el seu gran projecte, la creació d'un centre de formació superior per a educadors físics, creant-se l'Institut Nacional d'Educació Física (INEF), amb la finalitat de poder formar i perfeccionar el professorat d'educació física. El febrer de 1963, Cagigal va ser nomenat subdelegat nacional d'Educació Física i Esports, càrrec en el qual va cessar en 1966 per ser nomenat director de l'INEF de Madrid. El novembre de 1967 es va iniciar oficialment el primer curs acadèmic de l'INEF a Madrid amb Cagigal de director, càrrec que ocuparia entre els anys 1967 i 1977. A l'INEF, compaginaria la seva activitat com a professor i director de l'ens. Aquesta institució, que es va crear per a la formació de professors d'institut, el 1981 va esdevenir la primera Facultat de Ciències de l'Activitat Física i l'Esport de la Universidad Politécnica de Madrid. Aquesta carrera universitària més de vint centres universitaris, on s'imparteixen més de 70 graus, tots ells amb rang de Màster segons el Pla de Bolonya.
Va ser responsable de la fundació i direcció, conjuntament amb l'historiador Miguel Piernavieja del Pozo, de la prestigiosa revista d'estudis de l'esport Citius, Altius, Fortius (1959-1976), editada per la Delegación Nacional de Educación Física y Deportes, la qual va gaudir d'un gran reconeixement internacional.
El 1965 Cagigal es va casar amb Isabel de Gregorio Hidalgo, nascuda a Salamanca en 1938, amb qui va tenir cinc fills. El 7 de desembre de 1983 va perdre la vida tràgicament a l'Aeroport de Barajas de Madrid en la col·lisió patida pel Vol 350 d'Iberia LAE, quan es viatjava cap a Roma per assistir al Congrés Internacional d'Ensenyança del Joc Esportiu.

## Reconeixements[2]
- Premi Nacional de Literatura Esportiva per la Delegació Nacional d'Educació Física i Esports, per l'obra Hombres y deporte (1957).
- Collar de Plata de l'Orde Olímpica del Comitè Olímpic Internacional
- Medalla d'Or de la Reial Orde del Mèrit Esportiu
- Denominación de la estrella Centaurus Ra 12h 58 m 18 sd. -54º 8’ amb el nom de José María Cagigal (de 8º magnitud) atorgat per The International Star Registry, registrat a la Biblioteca del Congrés dels Estats Units.
- Premi Noel Baker, de la Unesco

## Publicacions[3][5]
- Hombres y deporte (1957)
- Deporte, pedagogía y Humanismo (1966)
- Deporte, pulso de nuestro tiempo (1972)
- El Deporte en la sociedad actual (1975)
- Deporte y agresión (1976)
- Las escuelas de educación física en el mundo estudio comparativo (1977)
- Anatomía de un gigante y Cultura intelectual y cultura física (1979)
- Deporte espectáculo y acción (1981)
- ¡Oh deporte! (1981)